# Hạ trâm
Hạ trâm hay còn gọi tiên mao (danh pháp khoa học: Hypoxis aurea) là một loài thực vật có hoa trong họ Hypoxidaceae. Loài này được Lour. mô tả khoa học đầu tiên năm 1790.